# Бондарчук Пилип Якович
Пилип Якович Бондарчук (1906, Зарічне — 22 серпня 1944) — Герой Радянського Союзу (1945, посмертно).

## Біографія
Народився в 1906 році у с. Зарічному (нині Тульчинського району). Українець.
З 1927-го по 1930 р. служив у Радянській Армії. Потім у рідному селі завідував сільським клубом.
Учасник Німецько-радянської війни з березня 1944 р.
Загинув 22 серпня 1944 року.

## Нагороди
За зразкове виконання бойових завдань командування на фронті боротьби з німецько-фашистськими загарбниками і виявлені при цьому відвагу і геройство Указом Президії Верховної Ради СРСР від 24 березня 1945 року снайперові 132-го гвардійського стрілецького полку гвардії молодшому сержантові Бондарчуку Пилипу Яковичу посмертно присвоєно звання Героя Радянського Союзу. Нагороджений орденами Леніна, Червоного Прапора, двома медалями «За відвагу».

## Пам'ять

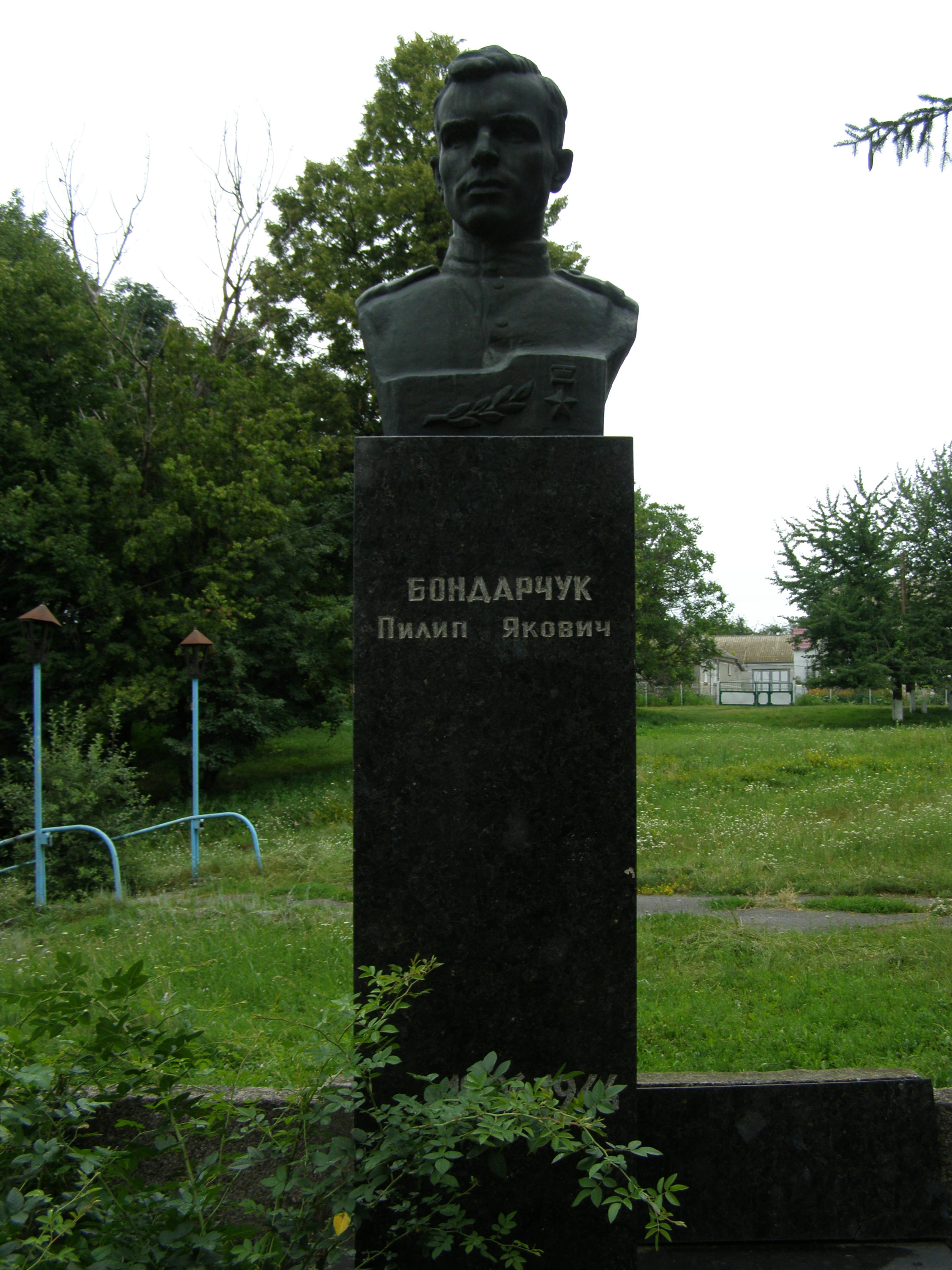
Погруддя у Зарічному.

- На батьківщині, в селі Зарічному, встановлений пам'ятник Героєві.
- Скульптор Ілля Дяченко у 1967 році виконав дерев'яний портрет Героя, який зберігається у Тульчинському краєзнавчому музеї[1].